# Коннолли, Дэвид
Дэвид Коннолли (англ. David Connolly; род. 6 июня 1977, Уиллесден, Большой Лондон) — ирландский футболист, центральный нападающий. Участник чемпионата мира 2002 года.

## Клубная карьера
Профессиональную карьеру Коннолли начал в клубе «Уотфорд», в основной команде которой он дебютировал в 1994 году. В 1997 году он перешёл в стан одного из лидеров нидерландского футбола «Фейеноорд», но не смог закрепиться в основе клуба и большую часть своего трёхлетнего контракта он провёл в аренде в других командах. Находясь в аренде в команде «Эксельсиор», он стал лучшим бомбардиром Первого дивизиона Нидерландов. После «Фейеноорда» он играл в целом ряде английских клубов, от высшего до четвёртого по силе дивизионов. В Премьер-лиге он выступал за «Уиган Атлетик» и «Сандерленд».

## Карьера в сборной
В составе национальной сборной Коннолли дебютировал 29 мая 1996 года, в матче со сборной Португалии. Всего за сборную он провёл 41 матч, в которых забил 9 голов. Принимал участие в чемпионате мира 2002 года.

## Достижения
Сандерленд
- Чемпион Футбольной лиги: 2006/07

Саутгемптон
- Обладатель Трофея Футбольной лиги: 2010